# Королевское географическое общество
Королевское географическое общество — британское научное общество, основанное в 1830 году под названием Географическое общество Лондона (Geographical Society of London) для развития географической науки под покровительством короля Вильгельма IV.
Оно поглотило «Ассоциацию по продвижению открытия внутренних областей Африки» (Association for Promoting the Discovery of the Interior Parts of Africa), также известную как Африканская ассоциация (African Association) (основана Сэром Джозефом Банксом в 1788 году), Клуб Роли (Raleigh Club) и Палестинскую ассоциацию (Palestine Association). Общество получило королевские привилегии от королевы Виктории в 1859 году.

## История

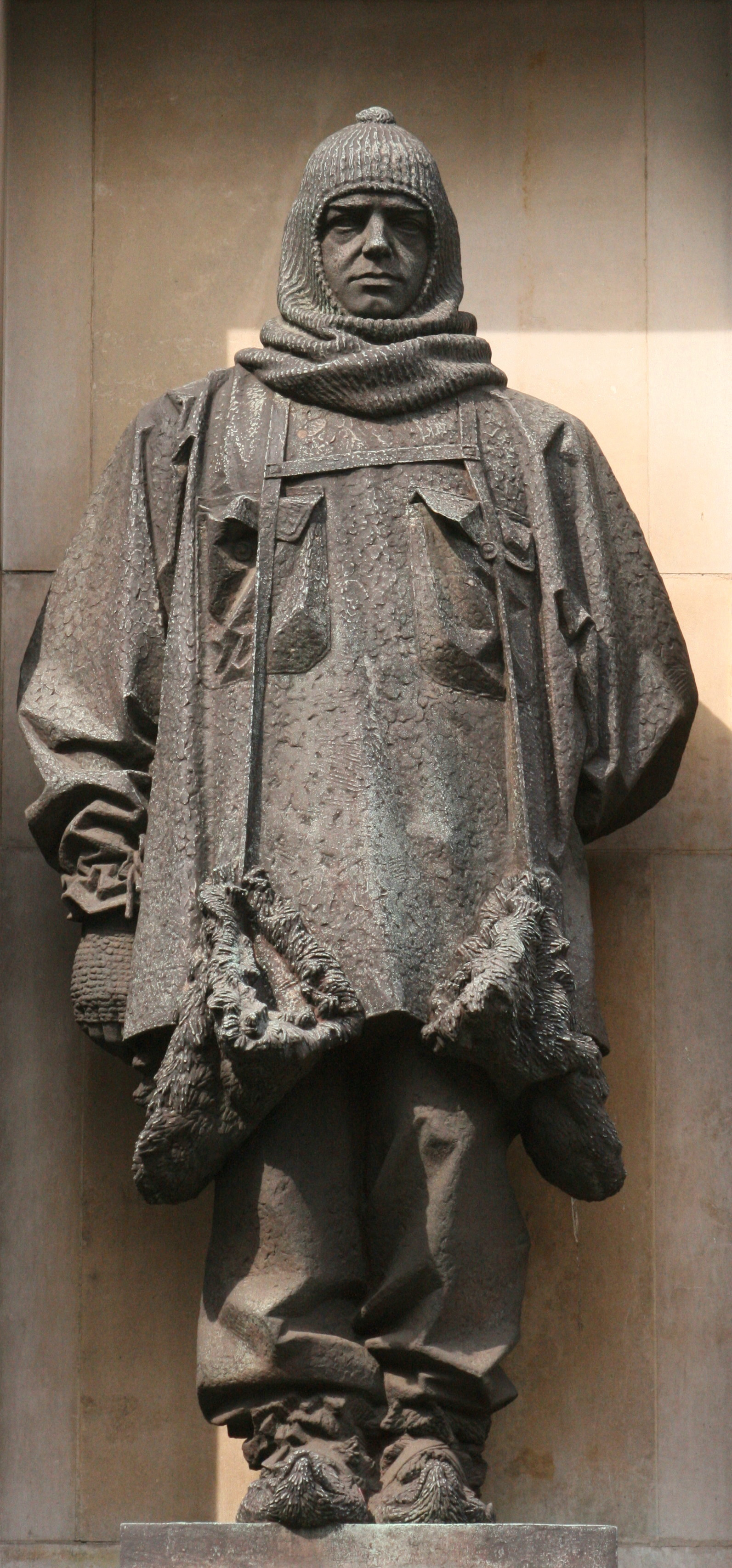
Статуя Шеклтона снаружи штаб-квартиры общества

Основателями общества являлись сэр Джон Барроу, сэр Джон Франклин и Фрэнсис Бофорт. Общество активно способствовало организации путешествий и всячески поддерживало множество известных исследователей и путешественников, таких как:
- Чарлз Дарвин
- Джеймс Кингстон Таки[англ.]
- Давид Ливингстон
- Уильям Огилви
- Роберт Фолкон Скотт
- Ричард Фрэнсис Бёртон
- Джон Хеннинг Спик
- Джордж Гейвард
- Генри Мортон Стэнли
- Фредерик Джордж Джексон
- Эрнест Генри Шеклтон
- Сэр Эдмунд Хиллари
- Альфред Рассел Уоллес

С середины XIX столетия и до Первой мировой войны экспедиции, спонсировавшиеся Королевским географическим обществом, часто попадали на обложки газет, мнение его президента и членов правления высоко котировалось.
В 1933 году часть членов общества оставило членство, чтобы основать организацию под названием Институт британских географов (Institute of British Geographers). Королевское географическое общество и Институт британских географов сосуществовали в течение 60 лет, до 1994 года, когда началась дискуссия об объединении. В январе 1995 года состоялось слияние, и новая организация получила название Королевское географическое общество (совместно с Институтом британских географов). Сегодня общество является лидирующим мировым центром географических исследований, поддерживает образование, обучение и научные экспедиции. Также ведётся продвижение и популяризация географии в обществе. Главные офисы общества расположены в Лоутер Лодж (Кенсингтон, Лондон).

## Система управления

### Совет
Общество управляется советом попечителей под председательством президента. Члены совета и президент избираются из рядовых членов общества. Совет состоит из 25 членов, 22 из которых избираются членами общества на 3-летний срок. Наряду с избираемыми членами в совет входят три почётных члена.

### Комитеты
Общество имеет 5 профильных совещательных комитетов:
- Комитет по образованию
- Комитет по исследованиям
- Комитет по экспедициям и полевой работе
- Комитет информационных ресурсов
- Комитет по финансам

### Президенты географического общества
- Фредерик Джон Робинсон (1830–1833)
- Родерик Импи Мурчисон (1851–1853)
- Генри Кресуике Роулинсон (1871–1873 и 1874–1876)
- Резерфорд Олкок
- Роберт Клемент Маркэм (1893–1905)
- Джордж Таубман Голди (1905–1908)
- Леонард Дарвин (1908–1911)
- Джордж Натаниел Керзон (1911–1914)
- Дуглас Фрешфилд (1914–1917)
- Томас Хангерфорд Холдич[англ.] (1917–1919)
- Фрэнсис Янгхазбенд (1919–1922)
- Лоуренс Джон Ламли Дандас, 2-й маркиз Зетленд (1922–1925)
- Дэвид Джордж Хогарт (1925–1927)
- Charles Close[англ.] (1927–1930)
- William Goodenough[англ.] (1930–1933)
- Перси Захария Кокс (1933–1936)
- Henry Balfour[англ.] (1936–1938)
- Филипп Четвуд
- George Clark
- Francis Rodd[англ.] (1945–1948)
- Harry Lindsay (1948–1951)
- Джеймс Уорди (1951–1954)
- James Marshall-Cornwall[англ.] (1954–1958)
- Roger Nathan, 2nd Baron Nathan[англ.]
- Реймонд Пристли (1961–1963)
- Лоренс Дадли Стамп (1963–1966)
- Gilbert Laithwaite[англ.] (1966–1969)
- Edmund George Irving[англ.] (1969–1971)
- Эдвард Шеклтон[англ.] (1971–1974)
- Duncan Cumming[англ.] (1974–1977)
- Генри Сесил Джон Хант
- Michael John Wise[англ.]
- Вивиан Фукс
- George Sidney Bishop[англ.] (1983—1987)
- Roger Chorley, 2nd Baron Chorley[англ.] (1987—1990)
- Криспин Тикелл[англ.] (1990—1993)
- Джордж Джеллико (1993—1997)
- Джон Палмер, 4-й граф Селборн (1997—2000)
- Рональд Кук[англ.] (2000—2003)
- Нил Коссонс[англ.] (2003—2006)
- Гордон Конуэй[англ.] (2006—2009)
- Майкл Пейлин (2009—2012)
- Николас Крейн[англ.] (2015-н.в.)

## Членство
Всего четыре категории членства:

### Простое членство
Каждый заинтересованный в географии имеет право подать заявление, чтобы стать членом Королевского географического общества.

### Юный географ
Люди возраста от 14 до 24 лет, проходящие обучение или недавно выпустившиеся по направлению географии или смежных областей.

### Членство
Членство в обществе предоставляется каждому человеку старше 21 года, кто был рядовым членом общества пять предыдущих лет и/или имел отношение к географии посредством участия в исследованиях, публикациях или по роду деятельности и был выдвинут и поддержан другими членами. Членство дарует возможность использования приставки FRGS после имени члена.

### Аспирантское членство в обществе
Открыто для любого, являющегося аспирантом в географии или смежных областях в университетах на территории Соединённого Королевства.

## Привилегированный географ
Начиная с 2002 года, общество стало присуждать статус привилегированного географа. Такой статус может быть получен только теми, кто имеет учёную степень в географии или смежных областях, по крайней мере 6 лет опыта работы в географии или 15 лет опыта работы для людей без учёной степени. Обладание таким статусом в обществе дарует возможность использования приставки C Geog после имени и является свидетельством обязательства профессионального развития и соответствия высочайшим профессиональным стандартам.
Привилегированный географ (Преподаватель) — профессиональная аккредитация, доступная преподавателям, которые демонстрируют высокий уровень компетентности, опыта и профессионализма в использовании географических знаний и умений в и за пределами аудитории, которые обязуются поддерживать свои профессиональные стандарты через непрекращающееся профессиональное развитие.

## Исследовательские группы
Общество проводит научные изыскания в разных областях посредством нижеследующих исследовательских групп.
| Исследовательские группы                                                             |                                                               |
| ------------------------------------------------------------------------------------ | ------------------------------------------------------------- |
| Биогеографическая исследовательская группа                                           | Британская геоморфологическая исследовательская группа        |
| Исследовательская группа по изменению климата                                        | Контрактный исследовательский и учебный форум                 |
| Исследовательская группа по изучению развивающихся стран                             | Исследовательская группа экономической географии              |
| Исследовательская группа геоинформационных систем                                    | Исследовательская группа медицинской географии                |
| Исследовательская группа рекреационной географии                                     | Исследовательская группа высшего образования                  |
| Исследовательская группа исторической географии                                      | Исследовательская группа истории и философии географии        |
| Горная исследовательская группа                                                      | Совместная географическая рабочая группа                      |
| Исследовательская группа планирования и окружающей среды                             | Исследовательская группа политической географии               |
| Исследовательская группа географии населения                                         | Аспирантский форум                                            |
| Исследовательская группа географии пост-социалистических стран                       | Исследовательская группа количественных методов               |
| Исследовательская группа по географии сельской местности                             | Исследовательская группа по социальной и культурной географии |
| Исследовательская группа по изучению пространства, сексуальности и гомосексуальности | Исследовательская группа «Женщины и география»                |
| Исследовательская группа географии городов                                           | Исследовательская группа по географии транспорта              |

## Награды и гранты
Общество также вручает множество наград географам, внёсшим вклад в развитие географии.
Наиболее престижные из этих наград — Золотые медали (Медаль основателей 1830 и Медаль покровителей 1838). Эти награды вручаются за «поддержку и продвижение географической науки и открытий», кандидаты проходят утверждение королевой Великобритании Елизаветой II. Награждение берёт своё начало от ежегодных вручений 50 гиней королём Великобритании Вильгельмом IV (первое вручение состоялось в 1831 году), «для учреждения премии для поощрения и продвижения географической науки и открытий». В 1839 году общество решило перейти от монетарной политики выплаты премий к вручению золотых медалей: Медали основателей и Медали покровителей. Награды в разное время получали такие знаменитые географы, как Давид Ливингстон, Альфред Рассел Уоллес, Хэлфорд Джон Маккиндер, Ричард Чорли, Дэвид Харви и многие другие.
В сумме общество присуждает 17 медалей и наград, включая почётное членство. Вот некоторые из наград:
- Медаль Виктории[англ.] (1902) за «выдающиеся заслуги в географических исследованиях»
- Премия Мурчисона[англ.] (1882) за «публикации, оценённые как внесшие наибольший вклад в географическую науку за предшествующие годы»
- Премия Бака[англ.] (1882)
- The Cuthbert Peak Award (1883) за «продвижение географического знания о влиянии человека на среду путём применения современных методов, таких как изучение земли и картографию»
- Премия Эдварда Хита (1984) за «географические исследования в Европе или развивающихся районах»
- Cherry Kearton Medal and Award[англ.] (1967)
- Ness Award[англ.] (1953)

Общество также присуждает 16 денежных грантов на различные нужды, от выплат признанным учёным, спонсирования экспедиций и полевых работ до поощрения фотографов и СМИ. Гранты Ральфа Брауна и Гилкрайста являются самыми большими грантами, присуждаемыми обществом и составляют 15,000 фунтов.